# White Plains (Kentucky)
White Plains és una població dels Estats Units a l'estat de Kentucky. Segons el cens del 2000 tenia 800 habitants.

## Demografia
Segons el cens del 2000, White Plains tenia 800 habitants, 295 habitatges, i 225 famílies. La densitat de població era de 115,3 habitants/km².
Dels 295 habitatges en un 36,9% hi vivien nens de menys de 18 anys, en un 61,7% hi vivien parelles casades, en un 11,2% dones solteres, i en un 23,4% no eren unitats familiars. En el 22,4% dels habitatges hi vivien persones soles el 10,5% de les quals corresponia a persones de 65 anys o més que vivien soles. El nombre mitjà de persones vivint en cada habitatge era de 2,71 i el nombre mitjà de persones que vivien en cada família era de 3,14.
Per edats la població es repartia de la següent manera: un 27,1% tenia menys de 18 anys, un 10,3% entre 18 i 24, un 29,5% entre 25 i 44, un 23,6% de 45 a 60 i un 9,5% 65 anys o més.
L'edat mediana era de 33 anys. Per cada 100 dones de 18 o més anys hi havia 99 homes.
La renda mediana per habitatge era de 29.205 $ i la renda mediana per família de 32.321 $. Els homes tenien una renda mediana de 30.833 $ mentre que les dones 16.818 $. La renda per capita de la població era de 13.187 $. Entorn del 20,3% de les famílies i el 23,6% de la població estaven per davall del llindar de pobresa.

## Poblacions més properes
El següent diagrama mostra les poblacions més properes.